# 멜리사 그린스펀
멜리사 그린스펀(Melissa Greenspan, 1983년 10월 29일 ~ )은 미국의 배우, 연극 배우, 텔레비전 배우, 성우, 영화배우이다.
세인트루이스에서 태어났다.

## 영화
- 세인트 빈센트 (2014년)
- 큐어리어스 조지 2: 팔로우 댓 멍키! (2009년)
- 리플리 케이트 (2002년)
- 쏜베리의 가족 탐험대 - 극장판 (2002년)
- 더그의 첫번째 영화 (1999년)